# Vall del Severn
La Vall del riu Severn, en anglès: Severn Valley és una zona rural de l'oest d'Anglaterra, a través de la qual discorre el Riu Severn i hi funciona el ferrocarril a vapor del Severn Valley Railway. Comença, en el seu punt més al nord a Bridgnorth, Shropshire i discorre cap al sud durant 26 km fins Bewdley, Worcestershire en el bosc Wyre Forest.
Aquesta zona està a uns 40 km a l'oest de Birmingham dins la regió de West Midlands.
També s'anomena Vall del Severn les zones al voltant del riu Severn fins a Gloucester pel sud i fins Ironbridge al nord.

## Història
El Severn Valley estava governat per Ceawlin de Wessex després de la batalla de Deorham l'any 577 com a part del Regne de Hwicce. L'any 628, la victòria de Penda de Mercia en la batalla de Cirencester va fer que ell governés la Vall del Severn.

## Geologia
Aquesta zona té canals ràpids d'aigua envoltats per una petita plana d'inundació i discorre entre turons arbrats. Les ribes són sorrenques i fan difícil bastir-hi ponts que aguantin molt de pes.

## Poblacions
Des de Bridgnorth i cap al sud hi ha les següents poblacions:
- A través de Shropshire:

- Bridgnorth
- Quatford
- Chelmarsh
- Quatt
- Hampton, Shropshire i Hampton Loade
- Alveley
- Highley

- A través de Worcestershire:

- Arley
- Trimpley
- Bewdley